# Micrasterias radians
Micrasterias radians là một loài Song tinh tảo trong họ Desmidiaceae, thuộc chi Micrasterias.